# Valentina Bellè
Valentina Bellè (Verona, 16 de abril de 1992) es una actriz italiana de cine y televisión.

## Biografía
Bellè nació en Verona y trabajó inicialmente como modelo. En 2012 se trasladó a Nueva York para asistir al Instituto de Teatro y Cine Lee Strasberg y un año después se vinculó con el Centro Experimental de Cine en Roma. Tras realizar algunos papeles menores, en 2016 obtuvo repercusión en su país natal por su participación en el seriado Medici: Masters of Florence.
Acto seguido participó en otras series de televisión como Genius y Catch-22. En 2021 interpretó a la esposa del futbolista Roberto Baggio en el largometraje Il Divin Codino, estrenado ese mismo año en la plataforma Netflix.

## Filmografía

### Cine
- Wondrous Boccaccio (2015)
- Rainbow: A Private Affair (2017)
- L'uomo del labirinto (2019)
- Il Divin Codino (2021)
- El amor en su lugar (2021)

### Televisión
- Caccia al Re – La narcotici (2015)
- Grand Hotel (2015)
- Medici: Masters of Florence (2016)
- Sirene - Mermaids (2017)
- Fabrizio De André - Principe libero (2018)
- Genius (2018)
- Catch-22 (2019)
- Volevo fare la rockstar (2019)